# Geelbuiksijs
De geelbuiksijs (Spinus xanthogastrus, synoniem: Carduelis xanthogastra) is een zangvogel uit de familie van de vinkachtigen (Fringillidae).

## Verspreiding en leefgebied
Deze soort telt twee ondersoorten:
- S. x. xanthogastra: van Costa Rica tot Ecuador, Colombia en Venezuela.
- S. x. stejnegeri: van zuidoostelijk Peru tot centraal Bolivia.